# Стеблелист мощный
Стеблелист мощный (лат. Caulophyllum robustum) — многолетнее травянистое растение, вид рода Стеблелист (Caulophyllum) семейства Барбарисовые (Berberidaceae).

## Распространение и экология
Ареал вида охватывает Дальний Восток.
Произрастает в девственных или слегка прорубленных хвойных и лиственных лесах, на перегнойной влажной почве в тени; в лиственных насаждениях, чаще вблизи скал, в хвойных преимущественно по долинам ручьев.

## Ботаническое описание
Растение высотой 50—150 см. Корневище горизонтальное или приподнимающееся, крепкое, узловатое, негусто покрытое черными волосистыми корнями.
При основании стебля сидят четыре сухих влагалищных листа. Вьше на стебле расположены ещё 1—3 зелёных листа; нижний из них на длинном черешке, остальные сидячие, все тройчатые, с длинно-черешковыми, перисто-раздельными долями, по краям цельными, реже с 1—2 зубцами;
Соцветие метельчатое, значительно превышает листья, малоцветковое. Цветки бледно-жёлтые, по 1—3 на длинных цветоножках; лепестки обратноовальные, почти лопатчатые.
Семена шаровидные, чёрные, с синеватым налётом, похожие на ягоды, но суховатые; наружная кожица семян при созревании отделяется в виде скорлупы.

## Таксономия
Вид Стеблелист мощный входит в род Стеблелист (Caulophyllum) трибы Леонтицевые (Leonticeae) подсемейства Барбарисовые (Berberidoideae) семейства Барбарисовые (Berberidaceae) порядка Лютикоцветные (Ranunculales).
|  |                       |  |                                          |                                          |                           |  | ещё 1 подсемейство (согласно Системе APG II) | ещё 1 подсемейство (согласно Системе APG II) |                                       |  |  |  | ещё 11—14 родов   | ещё 11—14 родов       |  |  |
|  |                       |  |                                          |                                          |                           |  | ещё 1 подсемейство (согласно Системе APG II) | ещё 1 подсемейство (согласно Системе APG II) |                                       |  |  |  | ещё 11—14 родов   | ещё 11—14 родов       |  |  |
|  |                       |  |                                          | семейство Барбарисовые                   |                           |  |                                              |                                              | триба Леонтицевые                     |  |  |  |                   | вид Стеблелист мощный |  |  |
|  |                       |  |                                          | семейство Барбарисовые                   |                           |  |                                              |                                              | триба Леонтицевые                     |  |  |  |                   | вид Стеблелист мощный |  |  |
|  | порядок Лютикоцветные |  |                                          |                                          | подсемейство Барбарисовые |  |                                              |                                              | род Стеблелист                        |  |  |  |                   |                       |  |  |
|  | порядок Лютикоцветные |  |                                          |                                          |                           |  |                                              |                                              |                                       |  |  |  |                   |                       |  |  |
|  |                       |  | ещё 9 семейств (согласно Системе APG II) | ещё 9 семейств (согласно Системе APG II) |                           |  |                                              | ещё 1 триба (согласно Системе APG II)        | ещё 1 триба (согласно Системе APG II) |  |  |  | ещё около 5 видов |                       |  |  |
|  |                       |  |                                          | ещё 9 семейств (согласно Системе APG II) |                           |  |                                              |                                              | ещё 1 триба (согласно Системе APG II) |  |  |  |                   |                       |  |  |